# NV (verzetsgroep)
De NV was een oorspronkelijk Amsterdamse verzetsgroep tijdens de Tweede Wereldoorlog in Nederland, die zich vooral richtte op het redden van Joodse kinderen en hun onderduik in Limburg. De groep was zeer succesvol en verkreeg in de jaren 1980 een officiële Israëlische onderscheiding voor het redden van Joden van Yad Vashem.
De naam was gekozen om de noodzakelijke onbekendheid te benadrukken. De schrijfwijzen liepen uiteen, omdat deze vanwege het illegale karakter nergens vastgelegd waren.

## Samenstelling
De dertigjarige Jaap Musch uit Amsterdam was de oprichter. Hij wilde op basis van zijn gereformeerde geloof Joodse kinderen helpen. Hij wist zijn broer Gerard en zijn vriend Dick Groenewegen van Wijk te overtuigen om mee te doen.
De NV kreeg contact met de verzetsmensen Joop Woortman en Semmy Glasoog. Joop Woortman had als taxichauffeur en kelner in Cinema Royal op de Nieuwendijk in Amsterdam veel connecties. In januari 1943 kwam Woortman in contact met Walter Süskind, de Joodse beheerder van de Hollandsche Schouwburg, die fungeerde als deportatiecentrum voor Joden in Amsterdam. Via Süskind hoorde de NV over de crèche aan de overkant van de schouwburg, waarvandaan Süskind kinderen liet ontsnappen. Woortman en Musch kregen contacten in Limburg en met het Utrechts Kindercomité, waarin onder meer de jonge student Piet Meerburg actief was.
Jaap Musch verhuisde in de zomer van 1942 naar Heerlen om beter onderduikadressen te kunnen vinden, en kreeg daar contact met dominee Gerard Pontier (geb. 25-1-1888). Deze had zelf al een Pools-Joodse familie in onderduik en hielp hem aan tientallen onderduikadressen, waaronder dat van de mijnwerker en landbouwer H. Bockma, die daarna een spil van de Heerlense onderduik zou worden.
De NV stelde ook eisen aan gastgezinnen: de onderduikende kinderen moesten volledig integreren, mee naar school en kerk. Elke twee weken kwam een medewerker van de NV dit controleren.
Het werk van de NV komt aan bod in de dissertatie van dr. A.P.M. Cammaert over het verzet in Limburg, Het verborgen front, dissertatie RUG 1994.

## Resultaten
De NV redde uit de crèche tegenover de Hollandsche Schouwburg circa 160 kinderen en daarnaast nog een groot aantal andere kinderen, waarmee het totaal op 231 kwam. Een van hen was Ed van Thijn.
Geen van de kinderen werd ontdekt of gedeporteerd, ondanks jacht op hen door onder meer NSB-landwachter Mathias J. Raeven, die op 14 augustus 1944 door het verzet in de Dr Schaepmanstraat (voor nummer 5) in Heerlen geliquideerd werd. Dominee Pontier werd in november 1943 gearresteerd, maar in mei 1944 vrijgelaten onder de belofte dat hij niets verkeerds meer zou doen.
Na de oorlog ontstond een moeilijke discussie waar de kinderen heen moesten: bij hun pleegouders blijven, van wie sommigen kinderloos waren, of weer in Joodse kring opgenomen worden? De meeste Joodse kinderen hadden echter hun ouders verloren en velen bleken ingeburgerd. Uiteindelijk ging een groot deel naar Joodse kindertehuizen.

## Yad Vashem
De hele groep kreeg in 1982 voor haar werk de onderscheiding 'Rechtvaardige onder de Volkeren' van de officiële Israëlische herinneringsinstelling Yad Vashem. Deze onderscheiding ging ook naar organisatoren Jaap Musch en Joop Woortman, rechtenstudent Piet Meerburg (later bekend theaterexploitant), dominee Pontier en zijn echtgenote,  en koerierster barones Anne-Marie van Verschuer (1923).
Op 21 augustus 1992 werd in de Verzetsheldenbuurt in de Amsterdamse tuinstad Osdorp het naambord van het Joop Woortmanplein onthuld. Sinds 6 augustus 2013 heeft Amsterdam ook een Piet Meerburgbrug. In Heerlen is een Dominee Pontierstraat.